# 吸乳器

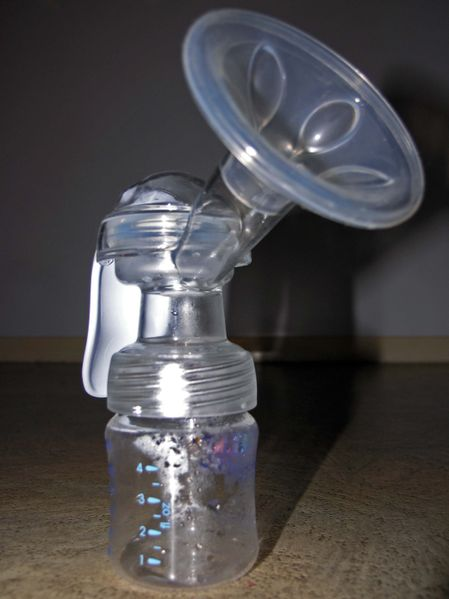
手動吸乳器

吸乳器又稱集乳器，是哺乳期妇女用来从乳房中收集乳汁的工具。它可以幫助無法親自餵哺母乳女性以及有吸乳障礙的嬰兒。此種工具可以通過手動或電動驅動。

## 歷史
1854年6月20日，美國專利局向O.H.頒發了第11,135號專利。用於吸乳器。 《科學美國人》（1863年）歸功於L.O. Colbin是吸乳器的發明者和專利申請人。 1921-23 年，工程師和國際象棋大師愛德華·拉斯克生產了一種機械吸乳器，該吸乳器模仿嬰兒的吸吮動作，並被醫生認為是對現有手動吸乳器的顯著改進，後者無法從乳房中吸出所有乳汁。美國專利局為拉斯克的吸乳器頒發了美國專利第1,644,257。 1956年，埃納爾·埃格內爾發表了他的開創性著作，“關於在各種吸乳方法中女性乳房機械發生的情況的觀點”。本文提供了對從乳房中提取乳汁的技術方面的深入了解。通過這項研究設計的許多的埃格內爾中小企業吸乳器在出版後50多年仍在運行。
在賓夕法尼亞州費城的一家玻璃工廠工地工作的考古學家挖掘出一根19世紀的吸乳管，該吸乳管與時代廣告中的吸奶器相匹配。

## 簡介

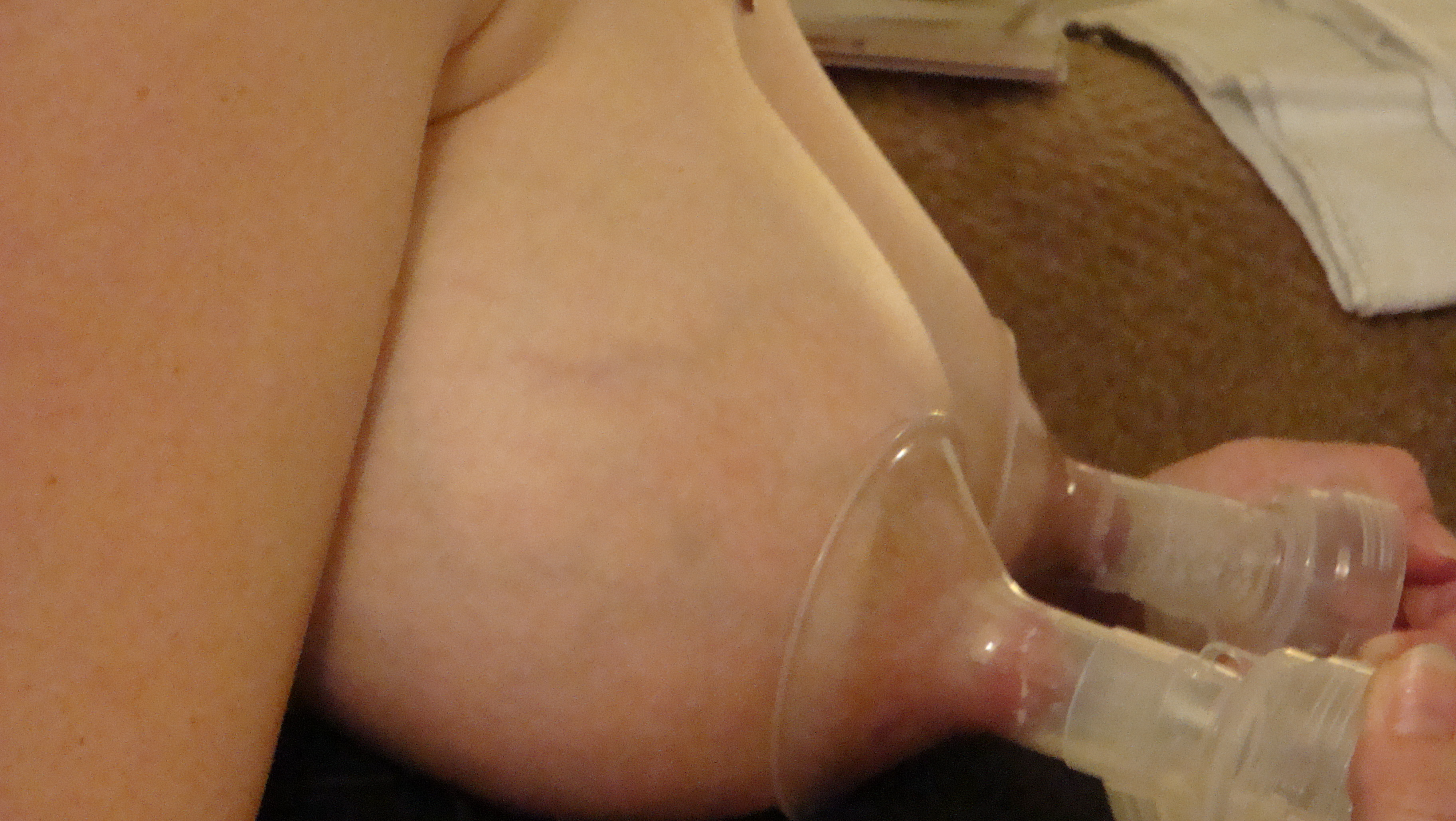
徒手擠壓吸乳器可將乳汁吸取出來

無論是醫院的大型吸乳器或小型吸乳器其組成都可分為四部分。
- 吸盤：利用真空原理，吸住授乳者乳房。
- 吸乳器主體：利用虹吸原理，從母親乳腺表面吸出乳汁並以九十度方向集中且導入儲存母乳用的奶瓶。
- 馬達或手把：以電力或徒手擠壓握把，造成虹吸力量。
- 儲存瓶：瓶口通常與吸乳器主體的下緣連接，樣子大小與奶瓶相同。

## 功能

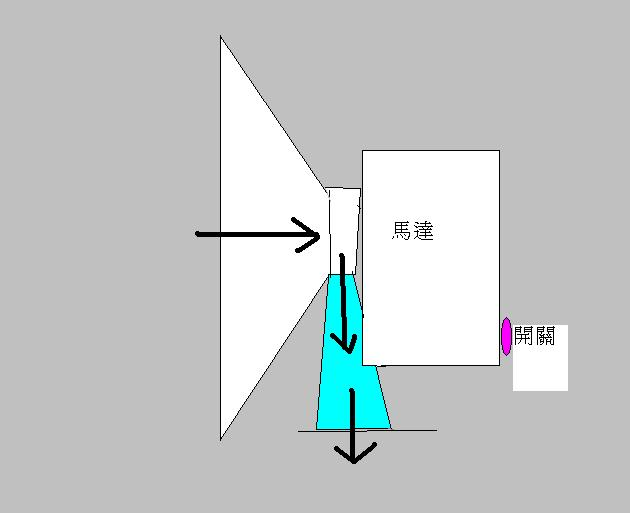
電動吸乳器簡圖

無論手動或電動的吸乳器都要具備以下功能，方能稱為較佳的吸乳器：
- 吸盤須與乳房密合，緩衝集乳痛楚。
- 吸力適中，緩衝集乳不適感。
- 虹吸能力強，減輕吸乳時的疼痛。
- 操作簡便
- 組合容易，以方便清洗。
- 設計與奶瓶的通用性

## 使用時機
現代科學證實授育母乳具有相當多優點，但卻有不少本有親自哺乳意願的母親因故無法遂行。其原因根源大約可分為母親方面與嬰兒兩部分。
在母親方面，吸乳器的最大好處，就是解決了職業婦女哺乳問題。因為母乳可在冷藏環境保存數十小時，冷凍環境更可保存一個月以上，因此，吸乳器可讓職業婦女以奶瓶或杯餵方式，自由調配哺乳時間。
在台灣，勞動基準法規定，上班時間中的职场女性，除本有休息時間外，雇主還必須另外給予授乳母親，哺乳時間二次，每次以三十分鐘為度。通常，職業婦女可利用此時間從事集乳。

## 其他
除了方便職業婦女授乳之外，吸乳器也可解決某些嬰兒方面的吸吮困難，例如，早產兒或下顎咬合力量不足。之外，在某些情況下，也可令乳頭扁平凹陷、乳腺不發達、乳汁稀少的母親達到集乳的目的。另外，吸乳器尚可利用乳頭矯正器，熱敷按摩墊等其他用具，達到最佳狀況的集乳成果。